# Omadhoo (Thaa-atol)
Omadhoo is een van de bewoonde eilanden van het Thaa-atol behorende tot de Maldiven.

## Demografie
Omadhoo telt (stand maart 2007) 330 vrouwen en 375 mannen.